# Cionosicyos
Cionosicyos es un género con tres especies de plantas con flores perteneciente a la familia Cucurbitaceae. 

## Especies seleccionadas
| - Cionosicyos excisus - Cionosicyos macrantha - Cionosicyos macranthus |

## Sinonimia
- Cionosicys